# Metztitlán
Metztitlán è un comune del Messico, situato nello stato di Hidalgo.